# Nernstia
Nernstia  es un género monotípico de plantas con flores perteneciente a la familia de las rubiáceas. Incluye una sola especie: Nernstia mexicana (Zucc. & Mart. ex DC.) Urb. (1923).
Es nativo del nordeste de México.

## Taxonomía
El género fue descrito por el botánico alemán, especialista en la flora de América tropical: Ignatz Urban y publicado en  Symbolae Antillanae seu Fundamenta Florae Indiae Occidentalis 9: 145, en el año 1923. 

## Sinonimia
- Cigarrilla mexicana (Zucc. & Mart. ex DC.) Aiello
- Coutarea mexicana Zucc. & Mart. ex DC.
- Portlandia mexicana (Zucc. & Mart. ex DC.) Hemsl.